# گرت تاون (نیو اورلینز)
گرت تاون (به انگلیسی: Gert Town) یک منطقهٔ مسکونی در ایالات متحده آمریکا است که در لوئیزیانا واقع شده‌است. گرت تاون ۱٬۵۴۵ نفر جمعیت دارد.